# Proyecto político de Euskal Herria
Desde el nacimiento mismo del nacionalismo vasco a finales del siglo XIX, se han planteado diversos proyectos políticos que abarcasen los territorios que el nacionalismo entiende como vascos. El nacionalismo vasco llamó a esa entidad Euzkadi y la denominaron "patria de los vascos". A partir de entonces, conceptos o términos como la "identidad vasca" y Euskal Herria se trasladaron al ámbito político.
Desde posturas autonomistas hasta las nacionalistas e independentistas, a lo largo de la historia ha habido intentos por unir los territorios históricos vascos en un ente soberano, sobre todo en los territorios que forman parte de España.

## El términoEuskal Herriaen el nacionalismo vasco durante la historia

### Uso político del término
El concepto de Euskal Herria tuvo, en su origen, una dimensión exclusivamente cultural ya que se trata del modo en que los vascohablantes a partir del siglo XVI han denominado históricamente a los territorios en los que se hablaba su lengua pertenecían a territorios con una gran impronta vascoparlante. Aunque a partir del siglo XVI se haga más patente el uso de este término [cita requerida], la primera alusión a Euskal Herria se encuentra, en una colección de versos, cantares y lances de amor escritos entre los años 1564 y 1567, por el alavés Juan Pérez de Lazarraga. Este idiomático tiene su correlación en castellano con el término Vasconia.
Con la eclosión del nacionalismo vasco a partir de finales del siglo XIX y la concienciación del retroceso territorial del euskera que ya denunciara Unamuno, el término "Euskal Herria", considerado como el territorio donde se habla el euskera ya no podía constituir para el nacionalismo vasco el solar de la "nación vasca" y por ello, Sabino Arana, el creador del nacionalismo vasco, rechazó la denominación Euskal Herria, creando el nuevo término "Euzkadi" con mayor significado político, pues Arana inicialmente entendía que su patria (aberri) debía estar solo compuesta por vascos genuinos, independientemente del idioma que hablaran, aunque utilizaba habitualmente en sus artículos el término Euskeria (por ejemplo: "Este partido nacionalista sólo ha nacido y vive para la Patria, que es Bizkaya libre en Euskeria libre").
Arana además en sus inicios quiso diferenciarse de los fueristas representados políticamente por los "Euskalerriacos" liderados por Fidel Sagarminaga y Ramón de la Sota, que socialmente pretendían apropiarse del término "Euskal Herria" y aunque posteriormente, tras la muerte de Sagarmina, De la Sota ocuparía cargos políticos en el PNV, inicialmente en 1895 manifestaba su repulsa hacia ellos:

Los partidos carlista, integrista y euskalerriaco son españolistas, y, por lo tanto, enemigos de Bizkaya. (Sabino Arana, 1895)

Posteriormente, algunos ideólogos nacionalistas como Arturo Campión defendieron la voz "Euskal Herria" considerándola más histórica y entendible que la recién creada "Euzkadi", defendida por los aranistas más puristas como el también navarro José Agerre que escribió:

"Ni Euskalerria, ni Vasconia, ni Euskeria son ciertamente Euzkadi", pues solo este último "representa el tesón de la raza en forjar su futuro" (Gora Euzkadi, 1931)

Durante la dictadura franquista se reprimieron duramente las ideas nacionalistas, pero el término Euskal Herria estaba permitido, al ser el término que los carlistas venían utilizando desde antes, incluso, del nacimiento del nacionalismo vasco. Prueba de ello es la distinción que en 1973 realizaba un censor, citando a Unamuno, entre Euzkadi y Euskal Herria:

En opinión del lector que suscribe, es preciso fomentar, estimular y ayudar todas aquellas obras en las que aparece la vieja y gloriosa sana palabra Euskal Erria, usada todavía por los auténticos y nobles vascos. Es un criterio que no falla.

NOTA: La diferencia que existe entre decir GORA EUZKADI y GORA EUSKAL ERRIA es la siguiente: GORA EUSKAL ERRIA: Viva España y Vasconia

GORA EUZKADI: Viva Euzkadi y fuera España

 o que el partido ultraderechista Fuerza Nueva admita Euskal Herria en vez de Euskadi.
Aunque el uso político del término Euskal Herria por una parte del nacionalismo vasco es reciente, hoy en día la expresión Euskal Herria está extendida por todos los partidos políticos nacionalistas aunque algunos sectores (principalmente del PNV) prefieran el uso del neologismo Euzkadi o Euskadi aun cuando la creación y desarrollo del País Vasco, a raíz del Estatuto de Gernika, haya hecho que se identifique a esta con Euskadi.
El Estatuto Vasco de Autonomía de 1979 manifiesta: 

“El Pueblo Vasco o Euskal Herria, como expresión de su nacionalidad, y para acceder a su autogobierno, se constituye en Comunidad Autónoma dentro del Estado español bajo la denominación de Euskadi o País Vasco, de acuerdo con la Constitución y con el presente Estatuto, que es su norma institucional básica”.

En este Estatuto se identifica políticamente a la comunidad autónoma del País Vasco, a Euskadi, al País Vasco, al Pueblo Vasco y a Euskal Herria, considerando que todos esos términos son equivalentes. Esta redacción hizo que la Real Academia de la Lengua Vasca (Euskaltzaindia) elaborase el Informe de la Real Academia de la Lengua Vasca/Euskaltzaindia sobre la denominación Euskal Herria.

Personalidades destacadas, como el ensayista José Miguel de Azaola y otros muchos, mostraron abiertamente su desacuerdo por el texto de dicho Artículo y la pretensión –velada o no– de eliminar el nombre Euskal Herria.

y 

Esta institución académica, ajena por completo al terreno político y por encima de todo credo e ideología, y respondiendo a uno de los fines fijados en el Real Decreto 573/1976, de 26 de febrero, por el que se reconoce a Euskaltzaindia – Real Academia de la Lengua Vasca, a saber, el fin de tutelar la lengua, no puede menos de reiterar la propiedad e idoneidad de la denominación Euskal Herria, nombre que pertenece a todos y que en modo alguno debe tomarse en sentido partidista, como lamentablemente ha sucedido y sucede. Todo ello sin perjuicio, claro está,
de los nombres de cada uno de los territorios ni de las denominaciones político-administrativas.

### Euskal Herria comonación
El concepto de Euskal Herria como nación es polémico. Además, algunos nacionalistas como el dirigente del PNV Iñaki Anasagasti  prefieren utilizar la expresión Euzkadi para denominar a lo que consideran la nación vasca.
Los nacionalistas vascos consideran que su patria debe ser soberana para poder autodeterminarse y decidir su estatus político, y, para muchos de los ciudadanos de los territorios que conforman Euskal Herria, su capital sería Pamplona.[cita requerida]
El sentimiento nacional vasco tiene un grado muy diverso de apoyo en cada uno de los territorios.
Según datos del Euskobarómetro de noviembre de 2006 un 43% de los vascos se considera nacionalista frente a un 50% que se considera no nacionalista. Un 62% de los vascos ve compatible las identidades vasca y española, mientras que un 6% se considera sólo español y un 29% sólo vasco.
Según una encuesta del CIS un 13% de los encuestados en la comunidad autónoma del País Vasco y un 6,1% de los encuestados en Navarra consideran a España Un Estado ajeno, del que mi país no forma parte, en tanto que un 35,1 de los primeros y un 21,2 de los segundos la consideran "un Estado formado por varias nacionalidades y regiones".
Por los resultados electorales de los distintos partidos políticos en estos territorios, se puede inferir, con las debidas cautelas, que el sentimiento de pertenencia en exclusiva a esta nación podría ser sólo mayoritario en Vizcaya y Guipúzcoa (que suman más del 60% de la población total de Euskal Herria y cuyo territorio es algo mayor del 20% del total).
El territorio definido actualmente como Euskal Herria no ha gozado de unidad política total en toda la historia. Durante el reinado de Sancho Garcés III el Mayor (1004-1035), el reino de Nájera-Pamplona, antecesor del Reino de Navarra, al reinar sus últimos seis años (1029-1035) sobre casi todo el norte cristiano peninsular, reinó sobre la mayor parte de los territorios vascos. Algunos autores defienden que incluyó entre sus dominios los correspondientes al País Vasco francés, sin abarcar sin embargo la Ribera Baja, que no sería conquistada a los musulmanes hasta el siglo siguiente. Por ello consideran el reinado de Sancho III como la única etapa en la que el pueblo vasco estuvo unido bajo la misma realidad política. Otros autores, como Armando Besga, opinan lo contrario:

Por el Norte, la frontera del reino pamplonés está clara, los Pirineos (caso de haberse extendido la autoridad de los reyes navarros hasta el Baztán, lo que es lo más probable, pero que no se puede acreditar hasta el 1066), y no se modificó. No es cierto, pese a todas las veces que se ha dicho, que Sancho III lograra el dominio de Gascuña (la única Vasconia de entonces, es decir, el territorio entre los Pirineos y el Garona, en el que la población que podemos considerar vasca por su lengua sólo era una minoría). El rey navarro únicamente pretendió suceder en 1032 al duque de Gascuña Sancho Guillermo, muerto sin descendencia, lo que bastó para que en algunos documentos se le cite reinando en Gascuña. Pero la verdad es que la herencia recayó en Eudes

### El conceptoZazpiak Bat
Lema utilizado por el nacionalismo vasco, que significa "La unión de las Siete", tiene sus antecedentes en el siglo XVIII y se plasma en el siglo XIX con Antoine d'Abbadie y Augustin Chaho en la gramática publicada dedicada a "Zazpi Uskal-Herrietako Uskalduner". El vocablo se populariza en el siglo XX.

## Posturas de los partidos políticos

### Declaraciones de partidos políticos

#### A favor
Los partidos de ideología nacionalista vasca que se muestran totalmente favorables a la concepción política de Euskal Herria y de crear un ente político común, como pudieran ser EAJ-PNV, EH Bildu, Geroa Bai, EA, Aralar, EHAK, Batasuna...
Algunos partidos vasquistas que no se consideran nacionalistas como Batzarre defienden un proyecto político para Euskal Herria considerándolo un sujeto político.
Entre estos propugnan esa concepción algunos sectores del PSE-PSOE según se refleja en el "Plan de reforma del estatuto vasco" que presentó este partido:

a Comunidad Autónoma del País Vasco podrá institucionalizar, además, relaciones culturales con Navarra y con el País Vasco-Francés, sobre la base del euskera y de la cultura que históricamente compartimos y con la que nos identificamos como Euskalherria.

Por su parte Ezker Batua-Berdeak en el País Vasco, que ha formado parte del Gobierno Vasco con PNV y EA, concurre en coalición en las elecciones de 2007 con el partido nacionalista Aralar y en su acuerdo de coalición expresa:

El reconocimiento de Euskal Herria como sociedad con identidad propia y con derecho a decidir su futuro. Una Euskal Herria basada en la libre decisión de todas y todos sus ciudadanos. Una Euskal Herria que respete y asuma las distintas identidades nacionales que conviven en élla. Que no impone ninguna y que apuesta por el acuerdo entre ellas. Una Euskal Herria plural que respeta escrupulosamente los deseos de las distintas partes que la componen.

La federación navarra de IU, IUN-NEB, es partidaria de una Navarra plural en la que convivan distintas identidades y que mantenga relaciones con la comunidad autónoma del País Vasco. Tal y como reflejan los estatutos del partido la formación de izquierdas mantiene con Ezker Batua-Berdeak una comisión de encuentro para coordinar los puntos de vista de ambas organizaciones.

#### En contra
Desde otras ideologías se considera que dicha identidad política o nacional que defiende el nacionalismo vasco no existe tal y como expresan parte de los líderes de algunos partidos antes citados:
Por ejemplo Patxi López (PSE-PSOE) en relación con un comunicado del grupo terrorista ETA que hacía referencia a Euskal Herria afirmó:

No vamos a entrar en discursos nacionalistas sobre la España una, grande y libre que algunos añoran, ni sobre la construcción de una Euskal Herria mítica y milenaria con que sueñan otros.
Patxi López, abril de 2007

El Grupo Parlamentario Popular en el Congreso de los Diputados presentó el 12 de diciembre de 2006 una proposición no de ley que fue rechazada en la que, entre otros asuntos, proponía que :

El Congreso de los Diputados considera que la democracia no puede pagar precio político alguno por la paz, y en consecuencia, insta al Gobierno a: 1. Admitir que no está legitimado para formular ninguna declaración política de reconocimiento de la existencia de una supuesta nación denominada Euskal Herria, integrada por siete territorios, entre ellos Navarra, tal y como pretende la banda terrorista ETA y su entorno.

Desde UPN, Alberto Catalán, se refiere a la concepción política de Euskal Herria como una "quimera nacionalista lejana a la voluntad de los navarros".
Desde el Partido Popular también se denunció que en los libros de texto educativos en el País Vasco se hiciera referencia a Euskal Herria considerando que la presentaba como sujeto político, solicitando su retirada en el 2003 y 2004, por considerar que:

...manipulan y distorsionan la realidad institucional de la Comunidad Foral de Navarra, diluyendo su existencia en el mapa de la irreal de la entidad nacional pretendida, denominada Euskal Herria.

El Tribunal Superior de Justicia del País Vasco (TSJPV) desestimó en el 2003 el recurso interpuesto por "carecer de datos para considerar que este término tenga una base acientífica o vaya contra lo establecido en la Constitución española o sus leyes básicas".
En 2004 el TSJPV desestimó el recurso que un grupo de padres presentaron contra el Gobierno vasco sobre esta misma cuestión. En este caso, el tribunal no valoró el contenido de los textos al afirmar que "corresponde a la autonomía pedagógica de los centros educativos adoptar los libros de texto". Alegaba, además, que la "supervisión de los libros y materiales curriculares constituye parte del proceso ordinario de inspección que ejerce la Administración educativa, en este caso la comunidad vasca."
El nuevo Gobierno socialista (que sustituyó en marzo de 2004 al PP) desistió de presentar más recursos sobre libros de texto, aunque aseguró que analizaría el desarrollo que haga el País Vasco de la LOE para que se ajusten "a los preceptos legales".
Por otro lado y desde algunos sectores nacionalistas vascos, también se ha criticado la concepción política que otros sectores nacionalistas dan al término Euskal Herria, considerándolo un mero término cultural, y que el término político correcto sería Euzkadi.
En Navarra, la federación navarra del PSOE, PSN-PSOE no es favorable a considerar Euskal Herria como identidad política que constituya un ente político común y soberano.

## Propuestas políticas

### Antecedentes históricos

#### República de las Provincias Unidas del Pirineo
Antes del surgimiento del nacionalismo vasco, el jesuita Manuel Larramendi, en su obra Sobre los fueros de Guipúzcoa  hizo a mediados del siglo XVIII una de las primeras menciones a crear un estado independiente vasco que abarcase al pueblo vasco asentado en ambos lados del Pirineo. La lengua de esta república sería el euskera y sería hablada por todos los vascos y sus leyes se basarían en los fueros.

El Proyecto de las Provincias Unidas del Pirineo es sin duda magnífico y especioso [hermoso]. República que se hará famosa con su gobierno aristocrático o democrático, como mejor pareciere, tomando de las repúblicas antiguas todo lo que las hizo célebres y ruidosas en el mundo, y de las modernas todo lo que es conveniente para su duración y subsistencia
Sobre los fueros de Guipuzcoa, pag. 70

#### Nueva Fenicia

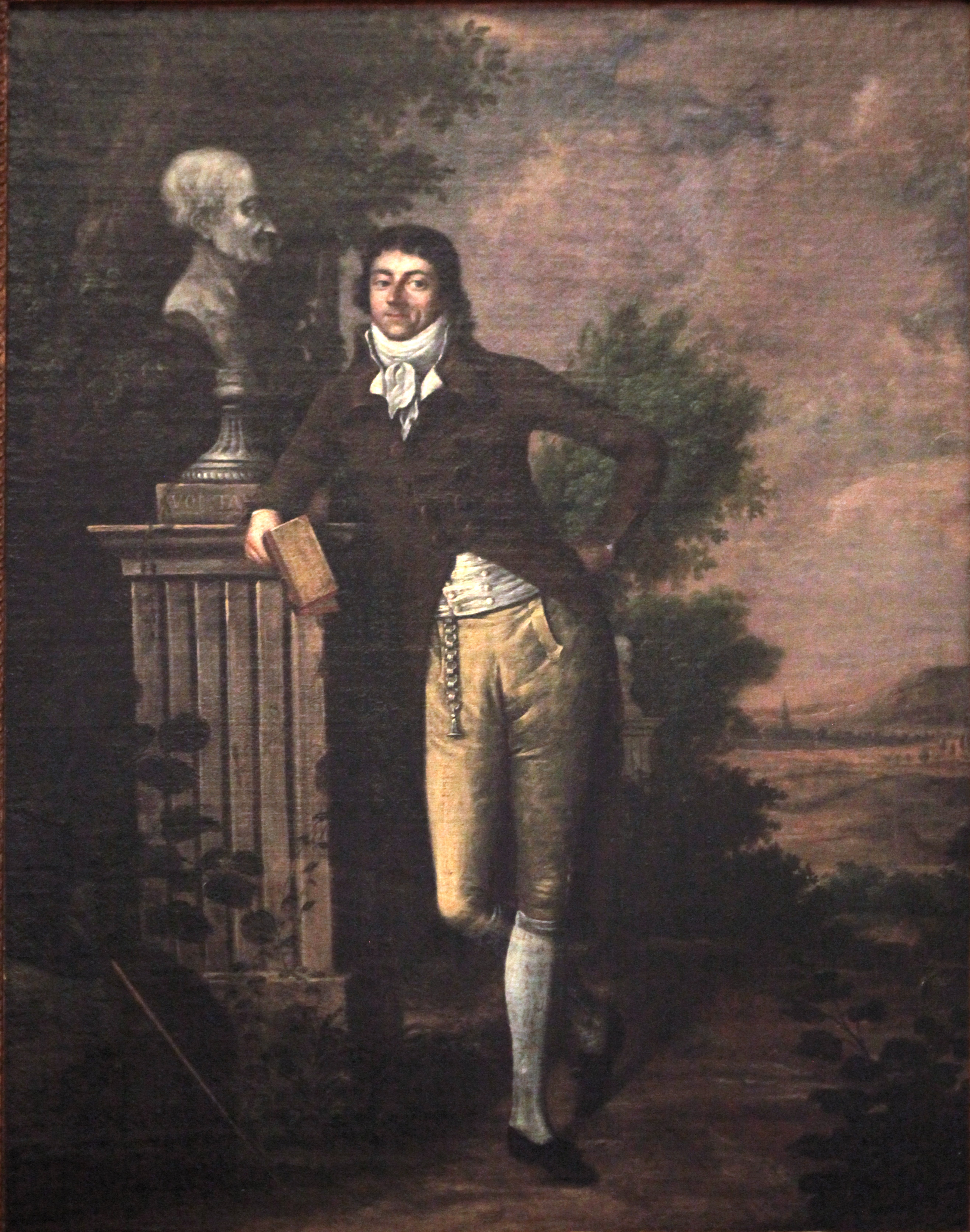
Dominique Joseph Garat, ministro de Justicia de Francia

El labortano Dominique Joseph Garat, ministro dos veces de justicia de Francia en la época de la Revolución (1792) y también embajador de Napoleón Bonaparte, escribió por primera en 1803 al cónsul Napoleón resaltando los siguientes aspectos:
- Lo confuso que había sido la Revolución francesa en el País Vasco francés
- La situación improductiva de la Vasconia continental
- La necesidad de una reordenación de los Pirineos proyectada por el consulado

En 1808 Garat hizo llegar a Savary, comandante en jefe de las tropas francesas en España, el opúsculo Exposé succint d'un projet de réunión de quelques cantons de l'Espagne et de la France dans la vue de rendre plus fáciles et la soumission de l'Espagne et la création d'une maxime puissance. En este informe describe idílicamente a los vascos:

unos pueblos que poseen conjuntamente todas las relaciones que los hombres pueden tener entre ellos y que apenas posee ninguna ni con los españoles a los que están unidos ni con los franceses a los que los otros pertenecen

A su vez aludió a la comunidad de la lengua, el igualitarismo vasco (a analogía de su justicia universal) y la hidalguía universal, la costumbre de huir del servicio militar cruzando la frontera, idénticas costumbres sencillas de alimentación, instinto marítimo, afición al canto, etc. Propuso por ello para sacar provecho de este pueblo que:

es necesario que esté reunido bajo una sola potencia y esta potencia no puede ser otra que el emperador

articulados de la siguiente manera:

los cuatro cantones vasco-españoles y los tres cantones vasco-franceses deberían de componer dos o tres nuevos departamentos del Imperio.

Si no se crearan más que dos -prosigue-, el más fuerte, aquel cuyos puertos fueran los más apropiados para recibir y guardar en seguridad las escuadras y las flotas, llevaría el nombre de Nueva Fenicia; el segundo se llamaría Nueva Tiro. Si las montañas, que hacen que las comunicaciones sean siempre más difíciles, exigieran la creación de un nuevo departamento, se le llamaría Nueva Sidón

También propuso:
- borrar cualquier influencia vasco-castellana
- realizar solo servicio militar marítimo
- el euskera sería lengua única y la enseñanza se realizaría con textos de Oihenart y Larramendi
- convertir a Vasconia en una potencia marítima aliada de Francia y enemiga de Inglaterra

Darriu narra así la respuesta del Emperador:

el Emperador tuvo conocimiento del contenido de este informe y ordenó a Garat, por mediación de uno de sus ministros, que prosiguiera sus investigaciones sobre el pueblo primitivo de España (según el vasco-iberismo reinante, el vasco)

Es por ello que el exministro, cumpliendo la petición del Emperador de escribir una historia de España (Une histoire de l’Espagne me fut demandée, il y a trois ans, au nom de Sa Majesté l’Empereur, par un de ses ministres.), presentó un trabajo más completo al respecto en 1811: una síntesis de su Recherches sur le peuple primitif de l'Espagne, sur les revolutions de cette péninsule, sur les Basques espagnoles et français que hace llegar a Napoleón mediante el duque de Bassano, ministro de relaciones exteriores. En esta síntesis Garat apoya de nuevo la unificación de este pueblo para hacer «la sumisión de España voluntaria y la humillación de Inglaterra próxima» (à rendre la soumission de l’Espagne volontaire et l’humiliation de l’Angleterre prochaine) Sus argumentos son, entre otros:
- Si dejáis a los vascos españoles y franceses en su separación actual, solo serán vascos; si los unís, en ese mismo instante todos juntos pasarán a ser cántabros... (Si vous laissez les basques Espagnols et François dans leur séparation actuelle, ils ne seront jamais que basques; si vous les réunissez, à l’instant tous ensemble seront les Cantabres,..)[26]
- Cree que son más idóneos para el servicio en la mar que para el servicio en tierra, ya que:
  - Solo serán entre 600.000 y 700.000 y eso es un número muy pequeño para el servicio de tierra del Imperio.
  - Los soldados vascos tienen mucho valor personal, pero no tanto en formación cerrada.
  - Pueden desertar y refugiarse en sus cuevas y montañas, y solo se podrá castigar a sus padres, que no siempre son cómplices.
  - Como soldados, los antiguos cántabros lo que mejor hacían era morir. Pero no se necesitan muertes heroicas, sino victorias.

El documento está dividido en una introducción y tres partes.
- La primera parte trata de los dialectos de la lengua común a vascos franceses y españoles, de sus leyes, costumbres y juegos, que son los mismos. Première Partie : Des dialectes de la langue commune aux Basques françois et espagnols. De leurs loix,  de leurs mœurs, de leurs jeux qui sont aussi les mêmes.
- La segunda es un cuadro histórico de lo que ha hecho el pueblo primitivo de España en las diferentes Revoluciones de la Península. Seconde Partie : Tableau historique de ce qu’a fait le Peuple Primitif de l’Espagne dans les diverses Révolutions de la Péninsule.
- Y en la tercera es donde propone la reunión de los vascos españoles y franceses en dos o tres departamentos del imperio: y de su destino exclusivo al servicio marítimo. Y de la enseñanza de su lengua en sus escuelas y liceos. Troisieme partie : De la réunion des Basques espagnols et françois en deux ou trois départements de l’empire : de leur destination exclusive au service de la mer. De l’enseignement de leur langue dans leurs écoles et dans leurs lycées.

Garat se reafirma en su propuesta de crear un "Estado Nacional Vasco" formado por la unión del País Vasco francés y el País Vasco español y parte de Cantabria uniéndolos en dos o tres departamentos del Imperio. Dichos departamentos se llamarían Nueva Tiro y Nueva Sidón y el conjunto Nueva Fenicia ya que para Garat, los vascos eran los primeros pobladores de toda la península, que provenían de los fenicios y hablaban su lengua. Su bandera y escudo serían los de Navarra, que considera eran los de las naves de Tiro y sus habitantes se dedicarían al servicio marítimo del Imperio. 

En consacrant les basques Espagnols et François au service exclusif des mers, en les réunissant tous dans deux ou trois Départemens de l’Empire, on pourroit donner à l’un de ces Départemens le nom de Nouvelle Tyr, à l’autre le nom de la Nouvelle Sydon, à la réunion de toutes le nom de la Nouvelle Phénicie. (215) Par une circonstance singulière, unique, on a de fortes raisons de croire que l’écusson de la Phénicie déssiné  sur les pavillons de ses vaisseaux a passé jusqu’à nous à travers tant de siécles ; qu’on le retrouve encore dans les armoiries de la Navarre

Los puertos para sus naves irían desde Bayona hasta Santander: 

Celui de Bayonne en le débarrassant de sa barre par la puissance même des eaux qui l’ont formée ou en faisant tomber l’Adour dans l’océan par une nouvelle embouchure plus rapprochée de Cordouan et de Rochefort. Celui de St. Jean de Luz en reprenant entre le Socuoa et Ste. Barbe les travaux conseillés par Vauban et en les dirigeant sur d’autres principes que ceux qui jusqu’à présent ont si peu réussi. Celui de Fontarabieet celui de Passage en retenant les eaux du flux par des vannes hollandoises pour que le reflux ne laisse pas deux fois les vaisseaux à sec ou dans la vase, en substituant à la remorque à bras des remorques à poulies et à roues. Celui de Larédo en y appelant par quelques privilèges le commerce qui s’en sert si peu et pour le quel il seroit excellent. Celui de Sant Ogna, à l’est de St. Ander, en le consacrant à un grand établissement de marine Impériale, en ouvrant à son entrée une école de navigation non comme à Amsterdam sur un vaisseau immobile, dans une cour pavée, mais sur des vaisseaux qui recevroient sans courir aucun danger tout le mouvement des flots agités de l’océan.

He aquí uno de los pasajes de otro de sus informes traducido del francés:

"En las laderas y los valles de los Pirineos, tanto en el lado de Francia, como en el lado de España, viven unos pueblos a los que se les llama vasco-franceses y vasco-españoles y que tienen entre ellos todas las relaciones que los hombres pueden tener entre sí y que no las tienen casi, ni con los españoles los que están unidos a éstos, ni con los franceses los que forman parte de estos.

Esa separación entre los vasco-franceses y los vasco-españoles procede de cuando se agotó la primera raza de los reyes de Francia y quizá de antes y, sin embargo, aunque durante estos siglos han obedecido a potencias distintas y aun enemigas entre sí, a pesar de que han pertenecido a pueblos con lenguas y costumbres distintas y hasta contrarias, ni los vasco-franceses han adoptado las costumbres y la lengua de Francia, ni los vasco-españoles las costumbres y la lengua de España. Tanto unos como otros ... han continuado siendo vascos. Las leyes locales que tenían los vascos en España y en Francia, que se llamaban costumbres en Francia y fueros en España, eran muy parecidas entre ellas y muy distintas de todas las leyes españolas y francesas..."
 

Literatura: La novela La alternativa Garat, de Iñigo Bolinaga, recoge de forma literaria los hechos y circunstancias que rodearon a la concepción y desarrollo del proyecto de Nueva Fenicia.

### Proyectos contemporáneos

#### Reinstauración foral

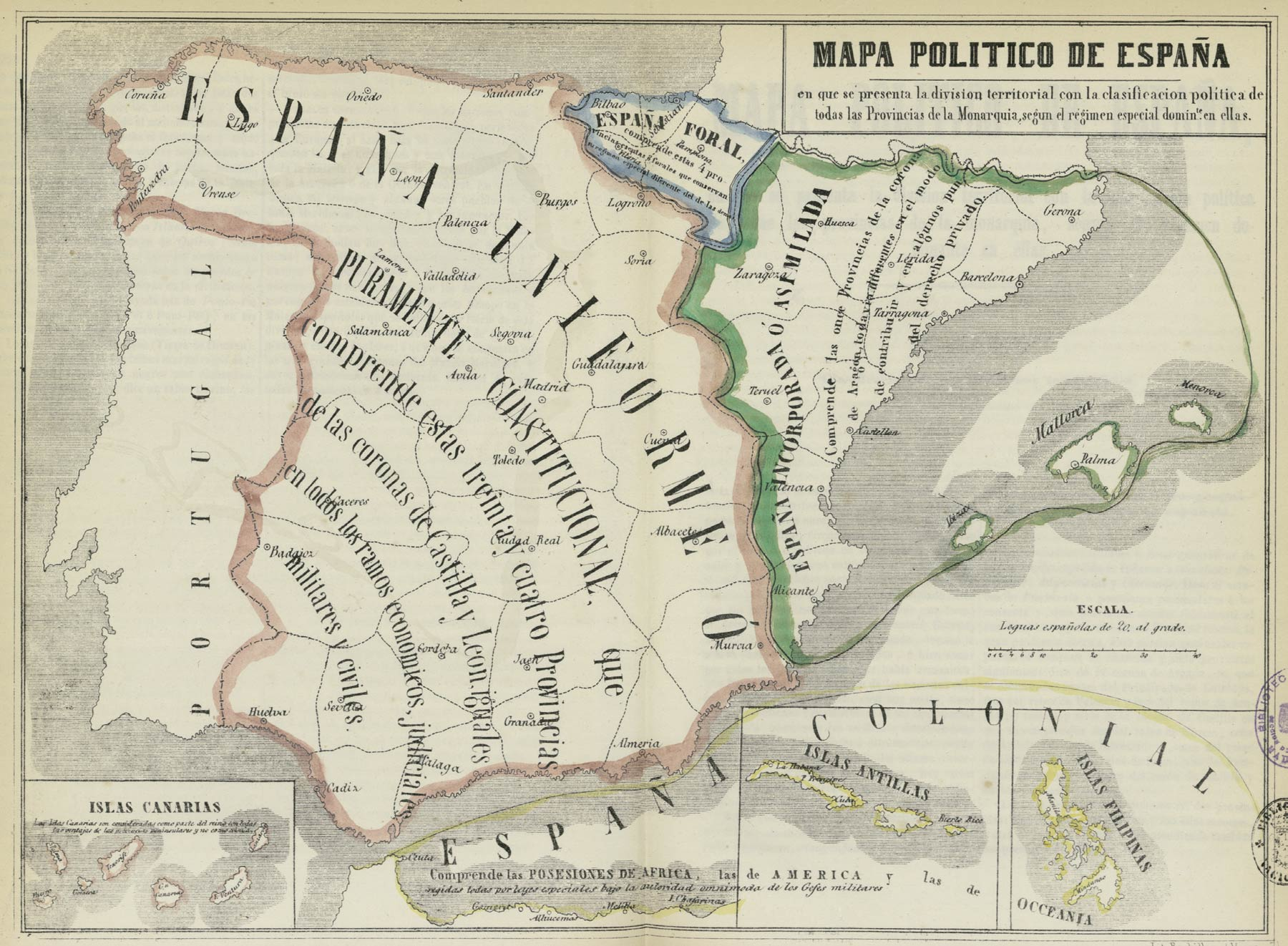
España dividida en la "España unida" (en naranja), la "España asimilada" (en verde), la "España foral" (en azul) y la "España colonial" (en amarillo) en un mapa de 1850.

Durante mucho tiempo, cada uno de los territorios vascos, las ciudades y las villas conservaron sus diferentes fueros particulares que no fueron abolidos por las coronas española o francesa.
En Francia, la situación cambió con la Revolución francesa pues en los territorios vascos del norte de los Pirineos, al igual que en el resto de Francia, los fueros fueron derogados. En España, los territorios vasconavarros fueron uno de los escenarios de las Guerras Carlistas. En estas guerras, detonadas por problemas sucesorios, lucharon los liberales, partidarios de una monarquía moderna y constitucional, en la que se contemplaban los mismos derechos para todos los pueblos de España, contra los carlistas, anticonstitucionalistas y partidarios de una monarquía de tipo absolutista y católica y de preservar los fueros. El pretendiente carlista, Carlos María Isidro de Borbón se declaró foralista, por lo que consiguió apoyo en los reinos de Corona de Aragón, que habían perdido gran parte de sus fueros en el siglo XVIII, y en las Provincias Vascongadas y el Reino Navarra, donde a la influencia del clero católico, se unía el temor de perder los fueros con los liberales.
Al finalizar la Primera Guerra Carlista, los generales carlistas e isabelinos acordaron la rendición de los carlistas, incluyéndose una cláusula en la que se instaba al respeto de los fueros de las provincias vascongadas y Navarra. Esto se materializó en la Ley de Confirmación de Fueros de 1839, antecedente de la Ley Paccionada Navarra de 1841. Esta ley pudo hacerse gracias al entusiasmo de la élite navarra con el liberalismo y la mayoría liberal en las Cortes, que creó una doctrina llamada fuerismo liberal donde se abogaba por adaptar los fueros al estado liberal y que ha estado vigente hasta la constitución de 1978.
Tras la derrota carlista en la tercera guerra carlista, el régimen foral de las provincias vascongadas fue prácticamente abolido, aunque mantenían una cierta autonomía fiscal como los conciertos económicos de cada provincia y en Navarra la Ley paccionada permitió conservar parte de los especifidades forales.

Emblema del carlismo.

A través de sus diversas vicisitudes históricas, el carlismo continuó defendiendo los antiguos fueros. En la actualidad, el carlismo de orientación izquierdista los defiende como fuente de identidad diferenciada considerándolos garantía de la soberanía vasca. y así el Partido Carlista de Euskalherría defiende recuperar "aquellas libertades forales" como aspiración a la soberanía y autogestión de Euskal Herria en una España federal.
Posteriormente liderado por Ramón de la Sota, opuesto a la abolición foral, la restauración foral fue defendida por la sociedad fuerista «Euskalerria», cuyos miembros eran conocidos como los "euskalerriakos". El foralismo vasco influyó en el nacionalismo vasco. Así, el lema del PNV, jaungoikoa ta lagi zarrak (Dios y leyes antiguas/fueros), hace referencia a las leyes forales vascas.
Durante la Guerra Civil, tras la conquista de Vizcaya, el general y dictador Francisco Franco promulgó un decreto en el que declaró a Vizcaya y Guipúzcoa provincias traidoras, perdiendo especifidades forales, como el régimen fiscal propio:

Disponiendo que desde el día 1.º de julio próximo la gestión y recaudación de todas las contribuciones, rentas e impuestos del Estado se realizará en las provincias de Guipúzcoa y Vizcaya, con arreglo al régimen común vigente, en la forma que establecen las disposiciones de la Hacienda pública, quedando, por tanto, sin efecto, en aquellas provincias, el régimen concertado con sus Diputaciones que, en materia económica, estaba vigente en la actualidad

Tanto Álava como Navarra, que habían quedado en manos de los sublevados contra la República desde un primer momento, mantuvieron cierto grado de autonomía fiscal que se vio reflejado en el Concierto Económico de Álava de 1952 (reformulado en 1976 a imagen y semejanza del navarro) y el Convenio Económico de Navarra de 1940 (renovado en 1969) y policía propia, los miñones en Álava y Policía de Carreteras en Navarra.
Tras la muerte de Franco, la constitución de 1978 reconoció a través de la disposición adicional primera los derechos históricos de los territorios forales, restituyendo el régimen foral privativo en Vizcaya y Guipúzcoa (aunque las Juntas Generales de las tres provincias ya habían sido restituidas en 1976). De esta manera se restituyeron los concierto económicos de las provincias que las habían perdido y se abrió la puerta a su integración en la administración autonómica y a su actualización. Este proceso culminó en la aprobación de:
- el Estatuto de Guernica de 1979, que marcaría la pauta para la actualización de los derechos históricos del País Vasco.
- la primera Ley del Cupo Vasco de 1979, donde se determinó la metodología a seguir para el cálculo de aquella cantidad que el País Vasco y sus tres territorios históricos deben destinar de la recaudación de las Haciendas Forales.
- la Ley de Concierto Económico con la comunidad autónoma del País Vasco de 1981.
- la Ley de Amejoramiento del Fuero de Navarra de 1982.
- la Ley de Territorios Históricos del País Vasco 1983.
- la Ley de Convenio Económico de Navarra de 1990.

#### Independencia
Según datos del Euskobarómetro en 2013, el 58% de la población es partidaria de un referéndum sobre la independencia, mientras que solo un 27% es contraria al mismo. De celebrarse dicho referéndum, el 39% votaría a favor, y el 34% votaría en contra.[cita requerida]
Los partidos nacionalistas vascos (PNV, EA, Batasuna, Aralar, Nafarroa Bai, EHAK, Abertzaleen Batasuna) defienden la independencia a través del derecho de autodeterminación, aunque partidos como Ezker Batua, Batzarre o Zutik también defiendan dicho derecho de autodeterminación.
A pesar de ello hay diferentes visiones de cómo debería de ser dicho país independiente:

#### Estado Vasco
El Estado Vasco es un proyecto que el nacionalismo vasco ha ido madurando desde su nacimiento en el siglo XIX. Incluso antes del desarrollo del nacionalismo vasco ya se hacía referencia al proyecto político para la consecución de una república vasca asentada en los territorios históricos y tradicionales vascos de ambos lados del Pirineo(nombrado hoy como Euskal Herria). Prueba de ello es la defensa de la existencia de una "nación vascongada" que realizó el Padre Larramendi (1690-1766).
En la actualidad, sigue siendo la máxima aspiración de dicha ideología política.
Esa denominación se le dio al estatuto que la Comisión de Estudios Vascos presentó el 31 de mayo de 1931 un Estatuto General del Estado Vasco en el que declara un  Estado Vasco autónomo dentro de la totalidad del Estado español formado por las provincias de Álava, Guipúzcoa, Navarra y Vizcaya, cuyo nombre sería Euzkadi.
En su origen, las propuestas de Sabino Arana se circunscribían a Vizcaya, como queda reflejado en el título de una de sus obras Bizkaia por su independencia. El artículo "Fuerismo es separatismo", publicado en 1894 en el periódico Bizkaitarra, definió como objetivo la independencia de Vizcaya con respecto a España identificando los fueros con la independencia, ya que según él, mientras Vizcaya tuvo fueros fue una provincia libre.
Sin embargo, años después la relación fueros-independencia dejó de ser utilizada, ya que para los nacionalistas "moderados" la reintegración foral suponía al fin y al cabo la independencia.
En la siguiente tabla se explica cuál sería la territorialidad de dicho estado según el proyecto nacionalista vasco:
| País    | Territorio reivindicado                                      | Extensión (km²) | Habitantes |
| ------- | ------------------------------------------------------------ | --------------- | ---------- |
| España  | Álava, Guipúzcoa y Vizcaya (Comunidad Autónoma Vasca)        | 7.234           | 2.193.093  |
| España  | Comunidad Foral de Navarra                                   | 10.391          | 644.566    |
| España  | Condado de Treviño y La Puebla de Arganzón (Castilla y León) | 260             | 1999       |
| España  | Valle de Villaverde (Cantabria)                              | 20              | 355        |
| Francia | Labort, Baja Navarra y Sola (Pirineos Atlánticos)            | 2.943           | 288.922    |
|         | Total                                                        | 20.848          | 3.128.935  |

#### República Federal Vasca
En el pasado y en la actualidad, especificando el cómo debería de ser ese "Estado vasco", partidos políticos como Eusko Alkartasuna y Hamaikabat defienden una "república federal vasca" que acoja los 7 territorios de un modo federal.
El modelo independentista y federalista ha sido el más defendido desde sus inicios, ejemplo de ello es que mientras Sabino Arana proponía la independencia de Vizcaya también apoyaba la del resto de siete territorios vascos por su cuenta para unirlos en una "Euzkadi confederal".

#### República Socialista Vasca
Diversos sectores independentistas de orientación comunista o socialista defienden la consecución de una república vasca, independiente, y de carácter socialista. Partidos políticos como Batasuna, EHAK o el Partido Comunista Revolucionario de Euskal Herria.
Uno de los movimientos comunistas más significativos dentro del independentismo vasco es Euskal Herriko Komunistak.
Aparte de las organizaciones políticas, Euskadi Ta Askatasuna (ETA), que invoca la lucha armada como método para obtener la independencia de Euskal Herria, también se declara de ideología marxista-leninista.
Aunque no sea un partido independentista, el EPK-PCE (sección vasco-navarra del Partido Comunista de España) se define como un partido nacional y de clase, laico y republicano. Además, también defiende la construcción de una república socialista apoyándose en el derecho de autodeterminación del pueblo vasco, amén de la unidad libre y voluntaria con el resto de pueblos de España en una República Federal Socialista. En el marco de una Europa de los trabajadores y de los pueblos, propugna la unidad de los 7 territorios de Euskal Herria en un único sujeto político, como declaraba en el XIV Congreso del PCE-EPK.

#### República de Navarra
Es el nombre que llevaría, según el desaparecido partido Acción Nacionalista Vasca (EAE-ANV), un futuro Estado vasco independiente. En el XI Congreso de EAE-ANV se marcó lo que, a su juicio, serían las características de dicho Estado. Sus características serían la capitalidad de Pamplona, la descentralización del Estado vasco y el establecimiento como base de operaciones de las comarcas, frente a los territorios históricos.[cita requerida]
Sin embargo, lo más polémico del Congreso de ANV fue que contemplaron que en dicha República, además de los siete territorios tradicionales, se establecía la posible anexión de localidades limítrofes que anteriormente hubieran formado parte de entidades políticas antecedentes de los territorios vascos, como Castro-Urdiales en Cantabria, el enclave de Treviño y Miranda de Ebro, la zona de La Rioja Alta (fundamentalmente las comarcas de Haro y Santo Domingo de la Calzada)[cita requerida], así el municipio zaragozano de Ejea de los Caballeros.[cita requerida]

#### Órgano Común Permanente
Fue una propuesta de colaboración que se elaboró en 1995 entre el País Vasco y Navarra, y el mayor acercamiento dado entre las dos comunidades desde la transición.
El acuerdo de cooperación que dio lugar a dicho órgano fue aprobado por el Parlamento de Navarra el 11 de junio de 1996, bajo el gobierno tripartito formado por PSN, EA y CDN con la oposición de UPN y Herri Batasuna. El convenio fue enviado a las Cortes para su tramitación parlamentaria con la firma del Lehendakari del Gobierno Vasco, José Antonio Ardanza y del presidente el Gobierno de Navarra, Javier Otano, pero las circunstancias cambiaron súbitamente cuando dicho presidente navarro presentó pocos días después su renuncia a todos los cargos que ostentaba, el 18 de junio de 1996, al desvelarse ese mismo día en un periódico su participación en el llamado Caso Otano. Tras este hecho el PSOE apoyó el aplazamiento de la votación para la aprobación del Convenio y posteriormente fue retirado. Otano manifestó posteriormente haber sido "animado" por dirigentes de UPN el 29 de mayo a retirar el convenio a cambio de no desvelar la citada corrupción.
La idea quedó en el olvido hasta el año 2005, en el que fue planteada una moción parlamentaria por EA que se instaba al Ejecutivo foral a crear un órgano común, siendo rechazada por PSN y UPN.
Nunca ha existido una pronunciación directa, al respecto, de los navarros, salvo la interpretación de los resultados electorales de los respectivos partidos políticos, aunque en ciertos casos su postura ha sido criticada por su calculada ambigüedad.

#### Propuesta de Estatuto Político de la Comunidad de Euskadi
También llamado Plan Ibarretxe fue presentado el 25 de octubre de 2003 por el lehendakari Juan José Ibarretxe. El pleno del Parlamento Vasco lo aprobó el 30 de diciembre de 2004 con mayoría absoluta, con 39 votos a favor y 35 en contra. En enero de 2005, el presidente del Parlamento Vasco entregó la propuesta de Estatuto al presidente del Congreso, para su debate y votación, siendo rechazado el 1 de febrero por 313 votos en contra y 2 abstenciones.
Las principales bases de la propuesta fueron:
- Reconocimiento jurídico de la nacionalidad vasca en igualdad de condiciones con la española.
- Compromiso por parte del Gobierno de España de respetar aquello que decida la sociedad vasca (no el Gobierno Vasco).
- Compromiso de no entorpecimiento por parte del Gobierno de España en cuanto a hipotéticas nuevas relaciones entre el Gobierno Vasco y el Gobierno de Navarra.

Adicionalmente:
- Solo en el caso de que ambas sociedades, en referéndum, lo decidieran, no solo la posibilidad de fusionarse, también otro tipo de colaboraciones. El plan también incluía utilizar el mismo mecanismo con Trucíos, Treviño y el País Vasco francés, aunque en este último caso no dejaba de ser algo simbólico, ya que se trataba de territorio francés.
- Crear un poder judicial propio. El Gobierno Vasco propuso la creación de un poder judicial vasco autónomo que gestionase aquellos trámites que se “desvían” a Madrid y puedan solventarse en Euskadi. Este poder judicial trabajaría en conexión con los poderes judiciales español y europeos, y el Tribunal Supremo sería el responsable de unificar las doctrinas del Poder Judicial Vasco y del resto del Estado.
- El Plan profundizaba en las nuevas posibilidades del autogobierno: La co-soberanía. La co-soberanía es el nombre que toma el poder compartido entre distintos entes administrativos, en el caso de la propuesta del Gobierno Vasco, principalmente este gobierno y el de España.
- Se recogía un compromiso por parte de las dos partes de que el “statu quo” no podrá ser cambiado unilateralmente por ninguno de los dos gobiernos (vasco y español).
- Los ciudadanos de la CAV seguirán manteniendo los mismos derechos y obligaciones que el resto de españoles.

#### Autonomía política
En el año 2007 la izquierda abertzale propuso un nuevo marco político según ellos para «superar el conflicto político con el Estado español". Propuso un nuevo marco para los territorios de Álava, Guipúzcoa, Navarra y Vizcaya. En términos jurídicos se basaría en la autonomía política, y debería aprobarse por mayoría tanto en el País Vasco como en Navarra.
También en el País Vasco francés la izquierda abertzale propuso un marco de autonomía que supusiese un "reconocimiento y respeto del País Vasco".
De este modo se efectuarían dos entidades autónomas vascas en cada estado para poder alcanzar en el futuro cualquier proyecto político, incluido el independentista.

#### Eurorregión
En la política europea, una Eurorregión es una forma de estructura para la cooperación transfronteriza entre dos o más países europeos. Las Eurorregiones normalmente no corresponden a ningún gobierno legislativo o institución gubernamental, no tienen poder político y sus competencias están limitadas al gobierno local y regional.
Existió una eurorregión entre el País Vasco, Navarra y Aquitania para la colaboración transfronteriza e infraestructuras que desapareció por decisión del presidente Miguel Sanz (UPN). Actualmente, el Gobierno Vasco y la región de Aquitania forman una Plataforma logística llamada Aquitaine-Euskadi, de la que Navarra no forma parte.
Partiendo de esa realidad algunos sectores plantean la impulsar activamente la colaboración entre el País Vasco, Aquitania y Navarra para la creación de una Eurorregión que abarque a toda Euskal Herria, con la cooperación entre representantes del Gobierno Vasco, Gobierno de Navarra y el País Vasco francés o la Región de Aquitania (ya que el País Vasco francés carece de estructura político-administrativa).
No es asumida como proyecto político propio por ninguna formación política en concreto, aunque diversos sectores de la sociedad lo apoyen, así como algunos sectores y representantes políticos políticos del nacionalismo vasco más moderado o el vasquismo no nacionalista.

#### Federación de libre adhesión
Este proyecto fue dado a conocer por Ezker Batua-Berdeak durante el proceso de elaboración y aprobación del Plan Ibarretxe con intención de mantener la distancia ideológica hacia dicho proyecto a pesar de haber dado su voto a favor.
Dicha propuesta supondría un cambio a un Estado español federal y republicano como forma de organización con el derecho libre a decidir de sus naciones y nacionalidades.

#### Udalbiltza
Llamada por sus creadores la "primera institución nacional de Euskal Herria", Udalbiltza fue una asamblea de cargos municipales que nació como consecuencia del pacto de Estella como contrapunto a la Federación Española de Municipios y Provincias. Nació con la intención de ser "el primer órgano político de representación popular genuinamente vasco para todo el territorio", al abarcar a representantes municipales de los siete territorios de Euskal Herria. Sin embargo en éste foro sólo participaron representantes de partidos nacionalistas vascos.
Cuando se dio fin a la tregua de ETA en 1998 y el pacto de Estella se rompió, los representantes municipales de PNV y EA se escindieron creando Udalbide, mientras que los partidos políticos de la izquierda abertzale intentaron dar continuidad al proyecto sin éxito.

#### Departamento para el País Vasco francés
En la actualidad el País Vasco francés y la región del Bearn forman el departamento francés de Pirineos Atlánticos. Sin embargo en el País Vasco francés existe la reclamación (nacionalista vasca o no) de crear un departamento propio para el País Vasco diferenciándose así del Beárn.
Diversos sondeos plantean que un 66,6% de los vascofranceses apoyarían la creación de un departamento propio. En un sondeo que realizó Radio Euskadi el 48,5% de los entrevistados se mostró a favor de un "Departamento propio y diferenciado", frente un 20,5% que se mostró en contra y el 21% restante no se pronunció al respecto.
Asimismo, el 64% de los alcaldes vascofranceses apoyan dicha creación.
La Association des Elus es una asociación que agrupa a cargos políticos como consejeros regionales, consejeros generales y alcaldes del País Vasco francés, tanto de derechas como de izquierdas, para la división del departamento de Pirineos Atlánticos en un departamento vasco y otro bearnés.
Los partidos políticos nacionalistas vascos del País Vasco francés, así como los Verdes, se muestran favorables a crear un departamento propio para el País Vasco francés. Algunos miembros del Partido Socialista Francés (sobre todo los del País Vasco, como su líder François Maitia) defienden dicha reforma, aunque su candidata presidencial, Ségolène Royal, rechazó tal posibilidad en la campaña electoral a las presidenciales en su paso por el País Vasco francés.
Enbata fue un movimiento político creado en 1963 que tenía como objetivo a corto plazo la creación de un departamento vasco dentro de la constitución de Francia.
Sin embargo Batasuna y la coalición para las elecciones legislativas Euskal Herria Bai proponen ir más allá y asumir competencias de nivel autonómico de las que carecen los departamentos franceses en un marco institucional propio.

## Selecciones deportivas
La oficialidad para las selecciones deportivas vascas es una de las reivindicaciones del nacionalismo vasco. Su repercusión es más notable en el ámbito del fútbol, el deporte más popular de toda Europa. Su propósito es crear selecciones deportivas que reuniesen deportistas de los territorios que tradicionalmente se engloban en Euskal Herria y fuesen oficiales, pudiendo jugar torneos de ámbito internacional. España y Francia poseen selecciones nacionales, y las comunidades autónomas del País Vasco y Navarra poseen autonómicas. La selección de Euskal Herria por lo tanto no puede jugar torneos ni partidos oficiales de ámbito internacional y sus partidos son amistosos. La selección de fútbol de Euskal Herria suele mostrar una pancarta en sus partidos de fútbol con la leyenda «Somos una nación. Oficialidad». La denominación tradicional del combinado vasco era «Euskadi» y decidió cambiar su nombre en diciembre de 2007 por el de «Euskal Herria», en un choque amistoso con la selección autonómica de Cataluña. provocó malestar entre algunos miembros del PNV.
La reivindicación de oficialidad cuenta con el apoyo de la Federación Vasca de Fútbol, la plataforma por la oficialidad de las selecciones deportivas vascas ESAIT, los seleccionados del conjunto vasco, el Gobierno Vasco y numerosos deportistas de diferentes puntos del territorio vasco y todo el espectro de partidos nacionalistas vascos, así como Ezker Batua y Batzarre.
La reivindicación de oficialidad no cuenta con el respaldo de las federaciones deportivas de España y de Francia, ni con el del Partido Socialista Obrero Español y el Partido Popular, las dos fuerzas mayoritarias en el conjunto de España.